# Epiphany (T-Pain-album)
Az  Epiphany  T-Pain amerikai R&B énekes második nagylemeze. 2007 június 5-én jelent meg.
Első kislemeze erről az albumról 2007. február 20-án jelent meg Buy U a Drank (Shawty Snappin') címmel, ezzel a számmal T-Pain először lépett az amerikai slágerlisták élére. Második kislemeze erről az albumról Bartender címmel 2007 áprilisában jelent meg.
Az album elkészítésében Akon, Yung Joc, Lil Jon is részt vett.

## Számok listája
1. "Tallahassee Love" 02:04
2. "Church" (Feat. Teddy Verseti) 04:01
3. "Tipsy" 03:09
4. "Show U How" (Feat. Teddy Pain & Teddy Penderazdoun) 03:14
5. "I Got It" 01:54
6. "Suicide" 02:58
7. "Bartender" (Feat. Akon) 03:58
8. "Backseat Action" (Feat. Shawnna) 03:39
9. "Put It Down" (Feat. Ray, Teddy Penderazdoun & Teddy Verseti) 03:40
10. "Time Machine" 02:52
11. "Yo Stomach" (Feat. Tay Dizm) 04:18
12. "Buy U a Drank (Shawty Snappin')" (Feat. Yung Joc) 03:48
13. "69" (Feat. J Lyriq) 03:25
14. "Reggae Night" 01:37
15. "Shottas" (Feat. Kardinal Offishall & Cham) 03:14
16. "Right Hand" 03:13
17. "Sounds Bad" 05:06